# Gustave Dreyfus
Gustave Louis Dreyfus est un collectionneur d'art né à Paris le 21 mars 1837 et mort dans la même ville le 29 septembre 1914. 

## Biographie
Entre 1861 et 1864, il travaille en Égypte pour la création du Canal de Suez en qualité de secrétaire de l’ingénieur en chef puis chef du bureau central des travaux. 
Il réunit une importante collection d'œuvres d'art dont des marbres et des bronzes de la Renaissance italienne.
La pièce la plus connue en est La Madone Dreyfus provenant de la collection du peintre et historien d’art Louis Charles Timbal (1821-1880), et que ses héritiers vendirent en 1930 au célèbre marchand d'art Joseph Duveen. 
Invité chez lui, le byzantiniste et numismate Gustave Schlumberger aurait eu l'impolitesse de pointer publiquement son "incapacité à lire les légendes de ses médailles si chèrement payées"...(Pierre Assouline, Le dernier des Camondo, 1997, p.40).
Il est fait chevalier de la Légion d'honneur en 1878.
En 1879 il publie avec Charles Ephrussi un Catalogue descriptif des dessins de maîtres anciens exposés à l'École des beaux-arts et fréquente aussi les milieux littéraires, notamment l'écrivain Paul Bourget et Antonin Proust.
Beaucoup de ses amis lui tournèrent le dos à l'occasion de l'affaire Dreyfus, notamment la famille Daudet dont Léon, virulent antisémite.
Gaston Migeon  relate la vie de Dreyfus et donne une description de son appartement du 101, boulevard Malesherbes à Paris et de la collection qu'il contenait dans Notice lue à l'Assemblée Générale annuelle de la Société des Amis du Louvre le 5 février 1929 (BNF)